# Kwestia sokratejska
Kwestia sokratejska, problem Sokratesa – trudność w określeniu spójnej nauki Sokratesa (ok. 470 p.n.e. – 399 p.n.e.), wynikająca ze sprzeczności podstawowych źródeł na jego temat.

## Istota problemu
W swoich źródłach o Sokratesie pisali Arystofanes (446 p.n.e. – 385 p.n.e.), Ksenofont (ok. 430 p.n.e. – ok. 355 p.n.e.), Platon (427 p.n.e. – 347 p.n.e.) i Arystoteles (384 p.n.e. – 322 p.n.e.), jednak ich świadectwa o Sokratesie nie były spójne. Ksenofont skupiał się na etyce sokratejskiej, pomijając jego metafizykę. Z drugiej strony Platon akcentował metafizykę Sokratesa. Arystoteles z kolei wnioskował, iż Sokrates nie zajmował się istniejącymi ideami. Dodatkową trudność stanowi fakt niemożliwości dotarcia do prawdy o Sokratesie „historycznym”.

## Próby rozwiązania
Tradycyjna próba rozwiązania problemu, nie lekceważąc żadnego ze źródeł ujmuje, iż Platon z wyjątkiem wczesnych pism (Obrona Sokratesa), posługując się Sokratesem wygłaszał w swoich dziełach własne poglądy. Zważywszy również na brak filozoficznych zainteresowań Ksenofonta, można na podstawie pism Ksenofonta, Platona i Arystotelesa stworzyć w miarę spójny obraz Sokratesa.
Z tym stanowiskiem nie zgadzał się Karl Joel, który utrzymywał, iż Sokrates arystotelejski reprezentuje typ „attycki” (racjonalistyczny), a Sokrates przedstawiony u Ksenofonta jest „spartański”, niehistoryczny, a świadectwo Ksenofonta jest fałszywe. Dla kontrastu, według Augusta Doeringa to właśnie Ksenofont przedstawił historyczny obraz Sokratesa. Arystoteles zawarł bowiem osąd Akademii o Sokratesie, natomiast Platon pod imieniem Sokratesa zawarł swoje doktryny. Alfred Edward Taylor oraz John Burnet uważali natomiast, że prawdziwy obraz Sokratesa wyłonić można u Platona. Według Taylora i Burneta wczesny Platon przedstawia prawdziwe poglądy Sokratesa, natomiast w jego późniejszych dziełach istotnie rozwija własne poglądy, ale wówczas Sokrates schodzi u niego na dalszy plan. Zwracają oni uwagę, iż w czasach Platona żyli ludzie, którzy bezpośrednio znali Sokratesa i jego nauczanie.
Jeszcze inne stanowisko zajął Eugène Dupréel, według którego Sokrates był wymysłem „legendy sokratejskiej”.